# Colegio Rita Lecumberri
El Colegio Rita Lecumberri fue el primer colegio fiscal femenino que tuvo Guayaquil, fundado bajo el nombre de la educadora guayaquileña Rita Lecumberri Robles, fue creado mediante Decreto Ejecutivo 110 el 19 de junio de 1906, en el gobierno del General Eloy Alfaro.

## Historia
En 1906 se creó la secundaria como un colegio de señoritas, se dedicó a la formación de educadoras para lo cual ofrecía el título de bachiller normalista. Las primeras cátedras impartidas en la institución fueron: Gramática, Álgebra, Aritmética, Labores de Mano, Francés, Canto, Pedagogía, Teneduría de Libros.
En 1913 se anexo una primaria con lo cual su nombre cambiaría a Escuela Normal Elemental de Señoritas Rita Lecumberri, que con tres años de estudio en el nivel secundario otorgaba el título de Maestra Normalista Elemental  cinco años más tarde el nombre del título cambiaría a Preceptora Normalista Elemental.
En 1937 la institución se llamó colegio normal y en 1939 ofrecía el título de bachiller en Ciencias de la Educación.
Durante la dictadura de Guillermo Rodríguez Lara, en 1973, se suprimió la sección normal y se la restableció en 1981 en el gobierno de Osvaldo Hurtado.
En 1991 durante la presidencia Rodrigo Borja le denominó colegio experimental.
El 13 de enero de 2012 el colegio aceptó por primera vez en sus aulas alumnos varones cambiando su nombre institucional a colegio fiscal Rita Lecumberri.

## 1.ª promoción de normalista
El 1915 se incorporaron la primera promoción de alumnas con el título de normalistas.
- Carmelina Barahona
- Angelita Jiménez
- Guillermina Mestanza Alava
- Dolores Pacheco Alava
- Luz María Ureta,
- Dalinda Balda
- Victoria Alemán Peña
- Emilia Avilés Morla,
- Carmen Navas Bonilla
- Carlota Morales

## Centenario
En el año 2006 el Colegio cumplió 100 años de existencia, por lo cual el Archivo Histórico del Guayas junto al Banco central publicaron el libro: Los 100 años del colegio Rita Lecumberri (1906-2006).